# Edwige Gwend
Edwige Jeanne Gwend (Édéa, 11 marzo 1990) è una judoka italiana.

## Biografia
Nata in Camerun nel 1990, si trasferisce con la famiglia a Parma all'età di 9 mesi. Si avvicina al mondo del judo già da bambina, seguendo gli insegnamenti del maestro Davide Albertini.
Combatte nella categoria 63 kg e fa parte del gruppo sportivo delle Fiamme Gialle dal 27 novembre 2009 con il grado di finanziere scelto, allenata da Felice Mariani.
Il più grande successo a livello giovanile lo ottiene il 13 settembre 2009, ad Erevan, vincendo i Campionati europei juniores 2009. Passata tra i seniores, il 28 febbraio 2010, al primo anno di categoria, vince la medaglia d'argento nella categoria 63 kg alla Coppa del mondo di Varsavia, perdendo in finale contro l'olandese Esther Stam, migliore risultato della squadra italiana nella manifestazione.
Dopo aver vinto il 9 aprile il suo secondo titolo italiano, il 23 aprile a Vienna diventa vicecampionessa europea di judo nella categoria 63 kg, perdendo solo contro l'olandese Elisabeth Willeboordse già medaglia di bronzo ai Giochi olimpici di Pechino 2008, dopo aver battuto Gévrise Émane, campionessa mondiale nella categoria -70 kg a Rio de Janeiro nel 2007.
Il 25 aprile dello stesso anno vince i Campionati europei a squadre battendo in finale a Vienna la squadra polacca, gareggiando con Rosalba Forciniti, Giulia Quintavalle, Erica Barbieri, Assunta Galeone, titolo che le azzurre non avevano mai vinto.
Il 7 maggio 2012 viene ufficialmente selezionata come una dei 7 judoka che rappresenteranno l'Italia ai Giochi olimpici di Londra. Il 31 luglio debutta alle Olimpiadi affrontando nei sedicesimi di finale della categoria 63 kg la judoka cinese Xu Lili da cui viene sconfitta. La judoka cinese vincerà successivamente la medaglia d'argento.
È la sorella del calciatore Thomas Som, che ha militato in carriera in squadre come Parma e Grosseto.
A maggio 2014 diventa, insieme a Massimiliano Rosolino, Carlotta Ferlito e Alessandro Fabian, "Ambasciatrice" della campagna di McDonald's "Happy Meal Sport Camp", che ha come obiettivo quello di avvicinare i più giovani alla pratica sportiva e ad una corretta alimentazione.
Al torneo olimpico di Rio 2016 è battuta dalla slovena Tina Trstenjak, numero 1 mondiale e successivamente medaglia d'oro, malgrado un combattimento molto equilibrato: piange per tre ore dopo la sconfitta perché la sua avversaria avrebbe potuto essere squalificata per un gesto vietato dal regolamento.

## Palmarès
- Campionati europei

 Argento nella categoria 63 kg (Vienna 2010)
 Oro nella gara a squadre (Vienna 2010)
 Bronzo nella gara a squadre (Glasgow 2015)
- Giochi europei

 Bronzo nella gara a squadre (Baku 2015)
- Campionati europei under 23

 Oro nella categoria 63 kg (Sarajevo 2010)
- Campionati europei juniores

 Bronzo nella categoria 63 kg (Varsavia 2008)
 Oro nella categoria 63 kg (Erevan 2009)
- Campionati italiani assoluti di judo

 Oro nella categoria 63 kg (Crotone 2009)
 Oro nella categoria 63 kg (Ravenna 2010)
 Oro nella categoria 63 kg (Novara 2011)
 Oro nella categoria 63 kg (Catania 2013)
 Oro nella categoria 63 kg (Asti 2014)
- Campionati italiani under 23

 Argento nella categoria 63 kg (Lecce 2007)
- Campionati italiani juniores

 Oro nella categoria 63 kg (Follonica 2008)
- Coppa Italia di judo

 Bronzo nella categoria 63 kg (Torino 2007)

### Vittorie nel circuito IJF
| Data            | Località  | Paese               | Categoria |
| --------------- | --------- | ------------------- | --------- |
| 23 marzo 2014   | Tbilisi   | Georgia             | Gran Prix |
| 2 ottobre 2015  | Tashkent  | Uzbekistan          | Gran Prix |
| 27 ottobre 2017 | Abu Dhabi | Emirati Arabi Uniti | Gran Slam |